# Вернер Ден
Вернер Ден (нім. Werner Dehn, 17 вересня 1889 — 18 вересня 1960) — німецький академічний веслувальник.
Бронзовий призер Олімпійських Ігор 1912 року в складі вісімки.